# Collezioni egittologiche dell'Università di Pisa
Le Collezioni egittologiche "Edda Bresciani" dell'Università di Pisa sono una raccolta di antichità egizie ospitata in via San Frediano 12 a Pisa. Appartenenti al Sistema Museale di Ateneo dell'Università di Pisa, sono aperte al pubblico dal martedì alla domenica.

## Storia e descrizione
Le collezioni ebbero origine nel 1962, quando Laura Birga Picozzi, discendente di Ippolito Rosellini, fece una prima donazione di reperti provenienti dalle campagne di scavo dell'illustre avo. Un'altra importante collezione, aggiunta nel 1964, fu quella di Michela Schiff Giorgini, proveniente dagli scavi patrocinati dall'Università di Pisa effettuati in Sudan.
In seguito le collezioni sono state arricchite da ulteriori donazioni, da acquisti mirati e da campagne di scavo e di ricerca condotte in Egitto dall'Università di Pisa.
I vari reperti provenienti dall'Egitto, dalla Nubia e dall'Africa settentrionale hanno un notevole valore didattico e documentale.
Dal 16 luglio 2021, le collezioni sono intitolate a Edda Bresciani, professoressa emerita dell'Università di Pisa ed egittologa di fama mondiale, scomparsa nel novembre 2020.